# Apamea enigra
Apamea enigra là một loài bướm đêm trong họ Noctuidae.